# 대곡중학교 (대구)
대곡중학교(大谷中學校)는 대한민국 대구광역시 달서구 도원동에 있는 공립 중학교이다. 

## 학교 연혁
- 1997년 2월 17일 : 대곡중학교 설립인가(30학급)
- 1997년 2월 26일 : 본관 10개 교실 및 특별교실 1차 준공
- 1997년 3월 1일 : 초대 문정호 교장 취임
- 1997년 3월 4일 : 97학년도 신입생 입학(10학급 414명)
- 1997년 9월 13일 : 본관 서편 20개 교실 2차 준공
- 2000년 2월 11일 : 제1회 졸업식 (졸업생 434명)
- 2011년 9월 27일 : 다목적교실(지행관) 증축
- 2013년 2월 14일 : 학교급식소, 시청각실 완공
- 2018년 6월 30일 : 태권도 훈련장 준공
- 2019년 3월 1일 : 제10대 김승희 교장 취임
- 2021년 2월 5일 : 제22회 졸업식 (졸업생 194명, 누계 7,537명)
- 2021년 3월 2일 : 제25회 신입생 입학(8개반 191명)

## 참고 자료
- 대곡중학교 - 한국교육학술정보원 학교알리미